# Falco rufigularis
Il falco dei pipistrelli (Falco rufigularis Daudin, 1800) è un uccello falconiforme della famiglia dei Falconidi. È una specie stanziale che vive nelle regioni tropicali di Messico, Centro e Sudamerica e a Trinidad. Per lungo tempo è stato noto come Falco albigularis; adesso si ritiene che anche il vecchio nome Falco fusco-coerulescens o Falco fuscocaerulescens, a lungo usato per indicare il falco aplomado, si riferisse in passato a questa specie (AOU 1948).

## Descrizione
La femmina del falco dei pipistrelli, con i suoi 30,5 cm di lunghezza, è molto più grande del maschio, che raggiunge soltanto i 23 cm. Gli esemplari adulti hanno il dorso, la testa e la coda neri. La gola, la parte superiore del petto e i lati del collo sono bianco crema; la parte inferiore del petto e il ventre sono neri, finemente barrati di bianco, e le cosce e la parte inferiore del ventre sono arancio. I giovani sono simili agli adulti, ma hanno la gola color camoscio. Il richiamo di questa specie risuona come un elevato ke-ke-ke simile a quello prodotto dal gheppio americano.
Somiglia molto ad una versione più piccola del falco pettoarancio, specie con la quale è molto probabilmente imparentato. Entrambe le specie, a loro volta, sono strette parenti del falco aplomado e costituiscono una linea evolutiva americana piuttosto antica di specie del genere Falco.

## Biologia
Questo piccolo rapace dalla colorazione scura abita nelle aree boschive aperte e nelle radure della foresta. È solito appollaiarsi su tronchi d'albero tagliati dai quali lancia i suoi attacchi aerei verso le prede. Cattura pipistrelli, uccelli e grossi insetti, come le libellule. I maschi, più piccoli, si nutrono soprattutto di insetti, mentre le femmie prediligono uccelli e pipistrelli. Il volo è diretto e maestoso. Questo piccolo e aggressivo falco ha abitudini crepuscolari, così come si intuisce dalla sua dieta a base di pipistrelli. Depone 2-3 uova di colore marrone nella cavità di un albero dal tronco diritto.